# Station Yarm
Yarm is een spoorwegstation van National Rail in Yarm, Stockton-on-Tees in Engeland. Het station is eigendom van Network Rail en wordt beheerd door First TransPennine Express. Het station is geopend in 1996.